# 鏡泊湖 (土衛六)
土衛六的鏡泊湖（Jingpo Lacus）是位於土衛六北極區的一個湖泊，面積與土衛六的安大略湖相近，是土衛六表面最大的幾個湖泊，面積排名在克拉肯海、丽姬亚海和蓬加海之後。該湖泊內的流體是液態碳氫化合物（主要是甲烷和乙烷）。它的位置在克拉肯海以西，中心座標73° N, 336° W，長度約240公里，相當於地球上的奥涅加湖。它的名稱來自中國黑龙江省的鏡泊湖。

## 近年的探測
2009年7月8日，卡西尼－惠更斯号的可見光與紅外線測繪光譜儀（Visual and Infrared Mapping Spectrometer，VIMS）在鏡泊湖上方座標71° N, 337° W處以5微米的紅外線波段觀測到了鏡面反射現象（有時會被不太準確地描述發生在克拉肯海南方湖岸線上空）。這個現象暗示了該區域是一個像鏡面一樣平坦的區域，因此該次觀測證實了從雷達成像中推斷該區域是大面積液態區域的結論。該次觀測在土衛六北極區進入15年的黑暗冬季之後不久進行的。

## 圖集

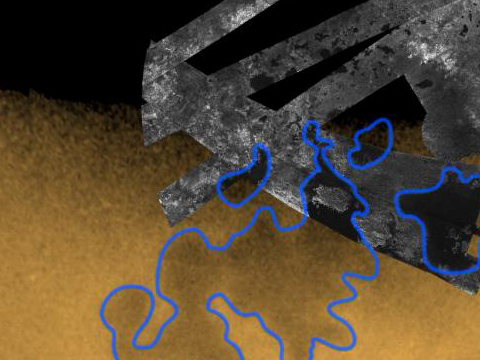
土衛六北極區合成孔径雷达和可見光/紅外線合成影像，中間的鏡泊湖和其他湖泊區域（克拉肯海位於影像底部、丽姬亚海和蓬加海位於右方）以藍色輪廓線表示出來。
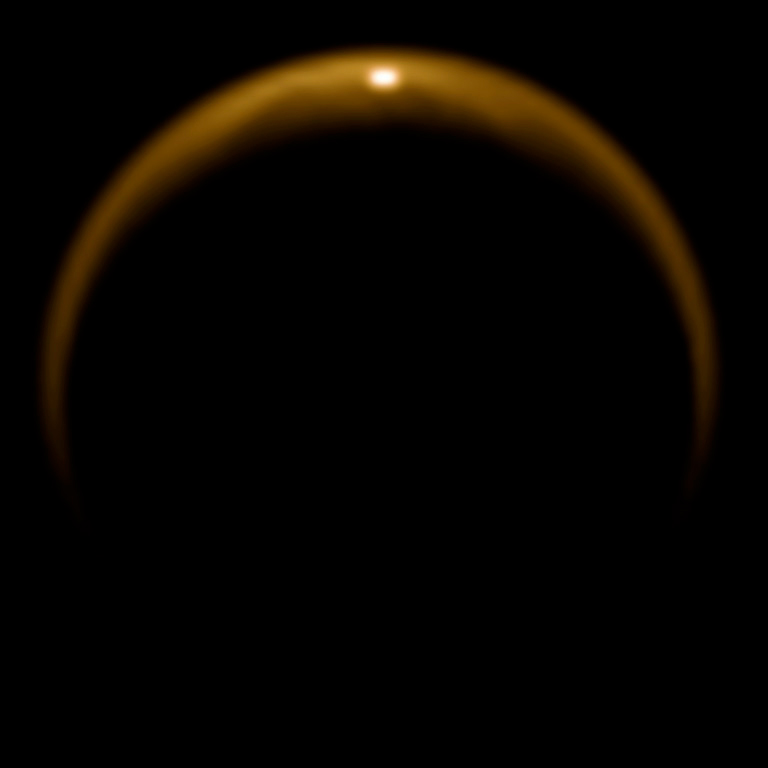
卡西尼－惠更斯号在鏡泊湖上空觀測到的鏡面反射現象。

## 外部連結
- Map of the liquid bodies in the north polar region of Titan （页面存档备份，存于）